# Pernois
Pernois és un municipi francès situat al departament del Somme i a la regió dels Alts de França. L'any 2007 tenia 716 habitants.

## Demografia

### Població

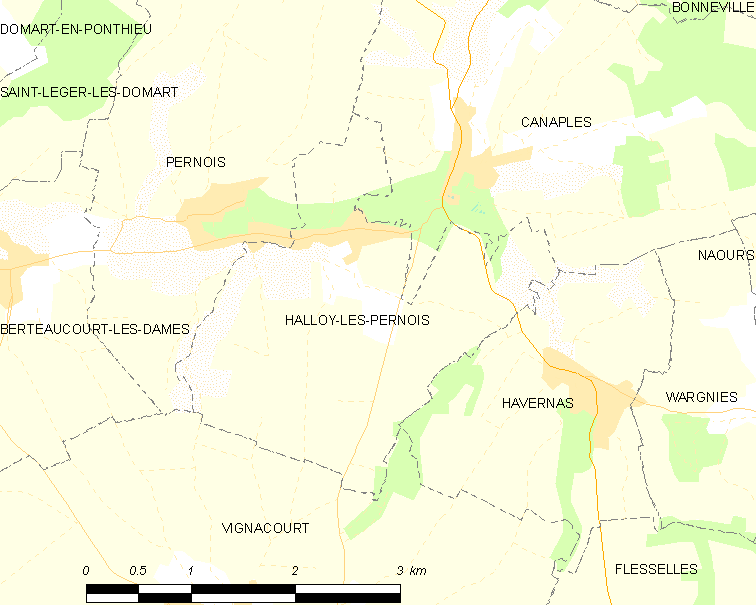
mapa del municipi

El 2007 la població de fet de Pernois era de 716 persones. Hi havia 260 famílies de les quals 48 eren unipersonals (20 homes vivint sols i 28 dones vivint soles), 80 parelles sense fills, 124 parelles amb fills i 8 famílies monoparentals amb fills.
La població ha evolucionat segons el següent gràfic:
Habitants censats

### Habitatges

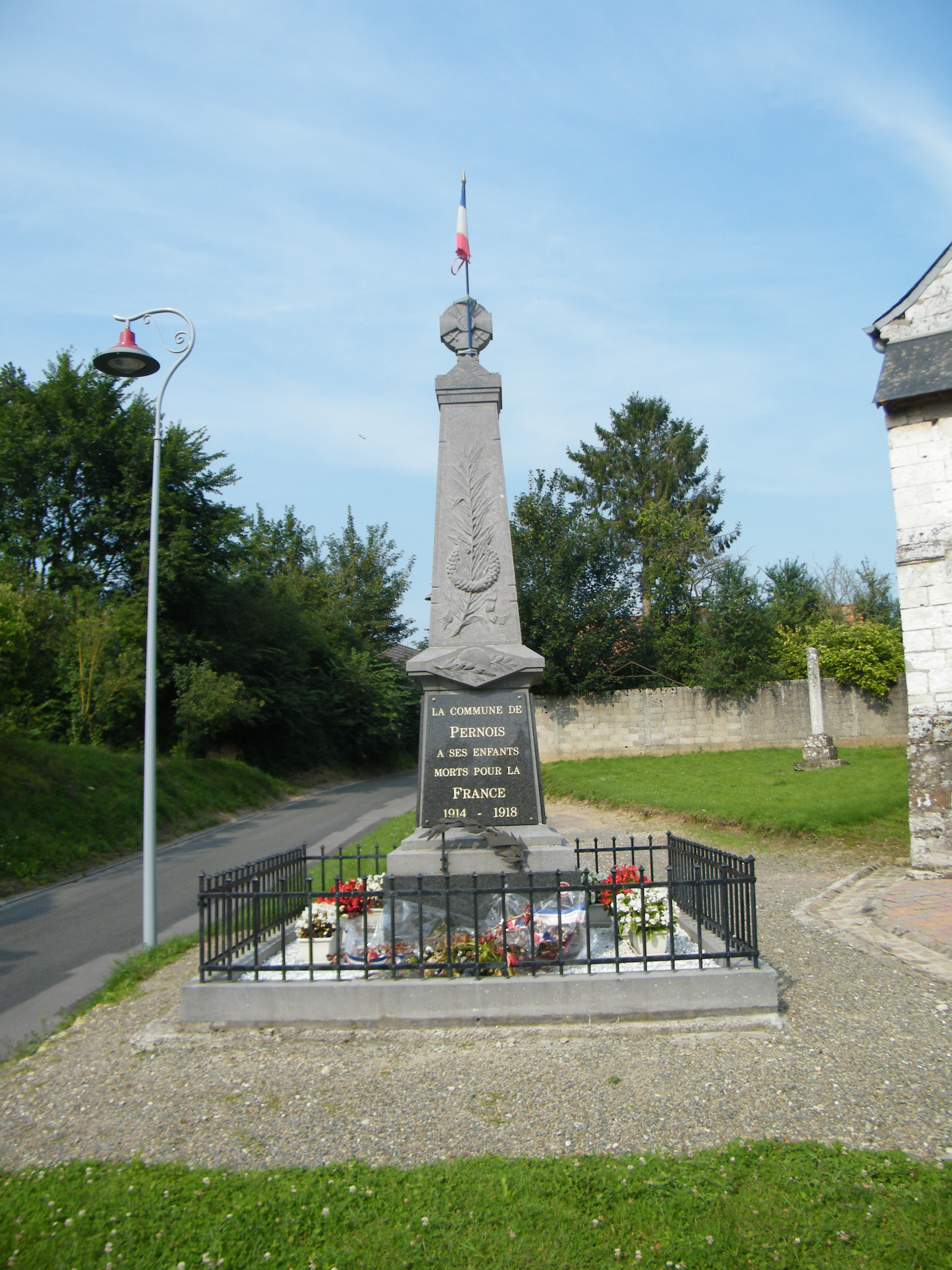

El 2007 hi havia 290 habitatges, 259 eren l'habitatge principal de la família, 12 eren segones residències i 19 estaven desocupats. Tots els 289 habitatges eren cases. Dels 259 habitatges principals, 220 estaven ocupats pels seus propietaris, 34 estaven llogats i ocupats pels llogaters i 5 estaven cedits a títol gratuït; 1 tenia una cambra, 8 en tenien dues, 27 en tenien tres, 64 en tenien quatre i 159 en tenien cinc o més. 189 habitatges disposaven pel capbaix d'una plaça de pàrquing. A 92 habitatges hi havia un automòbil i a 146 n'hi havia dos o més.

### Piràmide de població

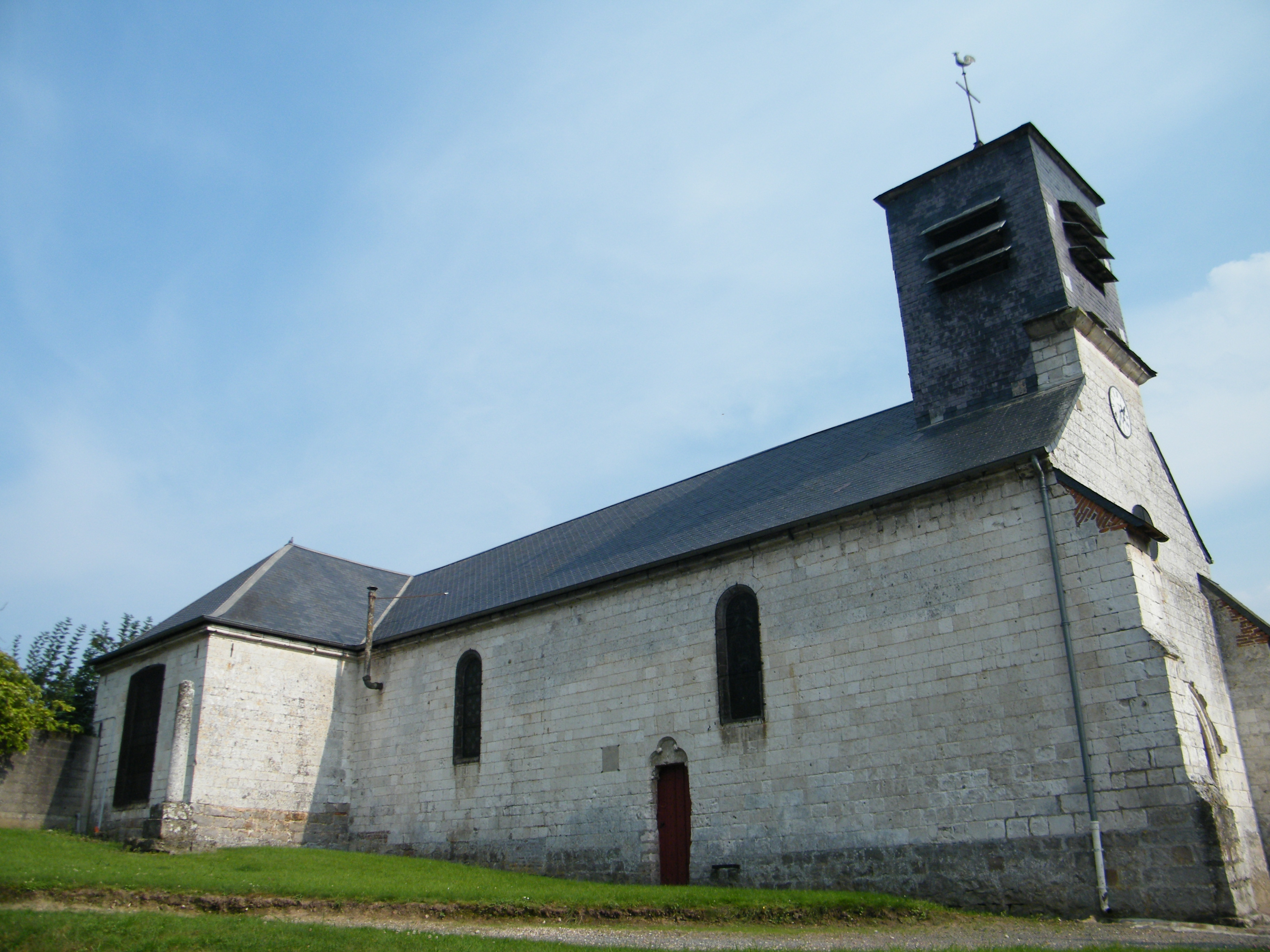
església

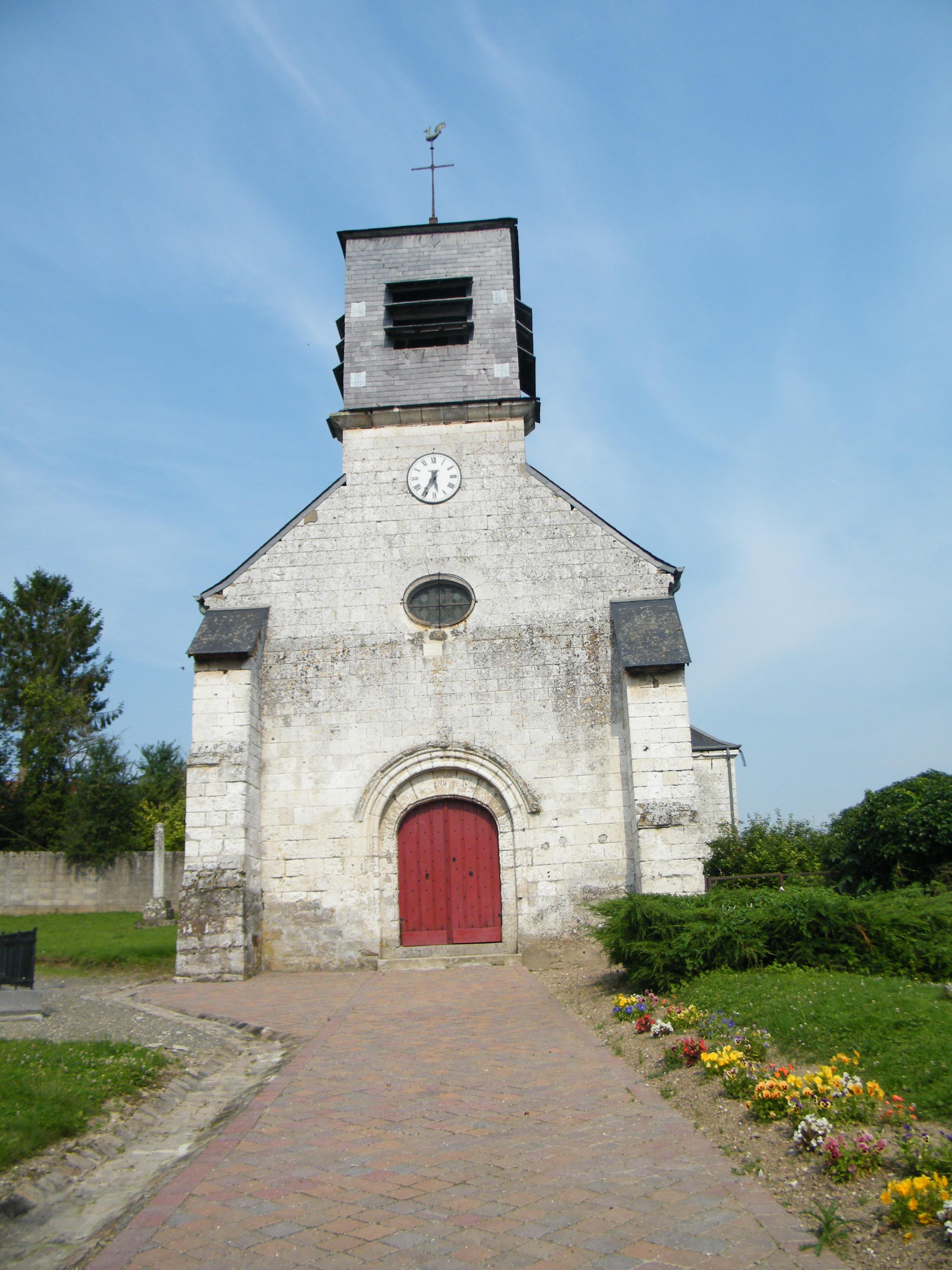

La piràmide de població per edats i sexe el 2009 era:
| Homes | Edats   | Dones |
| ----- | ------- | ----- |
| 0     | 95 o +  | 0     |
| 0     | 90 a 94 | 4     |
| 0     | 85 a 89 | 12    |
| 0     | 80 a 84 | 4     |
| 4     | 75 a 79 | 0     |
| 12    | 70 a 74 | 4     |
| 16    | 65 a 69 | 4     |
| 8     | 60 a 64 | 16    |
| 20    | 55 a 59 | 16    |
| 28    | 50 a 54 | 12    |
| 20    | 45 a 49 | 4     |
| 32    | 40 a 44 | 32    |
| 16    | 35 a 39 | 44    |
| 28    | 30 a 34 | 16    |
| 20    | 25 a 29 | 20    |
| 24    | 20 a 24 | 12    |
| 28    | 15 a 19 | 28    |
| 56    | 10 a 14 | 36    |
| 24    | 5 a 9   | 4     |
| 12    | 0 a 4   | 20    |

## Economia
El 2007 la població en edat de treballar era de 470 persones, 347 eren actives i 123 eren inactives. De les 347 persones actives 308 estaven ocupades (176 homes i 132 dones) i 39 estaven aturades (24 homes i 15 dones). De les 123 persones inactives 33 estaven jubilades, 37 estaven estudiant i 53 estaven classificades com a «altres inactius».

### Ingressos
El 2009 a Pernois hi havia 260 unitats fiscals que integraven 716,5 persones, la mediana anual d'ingressos fiscals per persona era de 18.349 €.

### Activitats econòmiques
Dels 12 establiments que hi havia el 2007, 5 eren d'empreses de construcció, 2 d'empreses de comerç i reparació d'automòbils, 1 d'una empresa immobiliària, 2 d'empreses de serveis, 1 d'una entitat de l'administració pública i 1 d'una empresa classificada com a «altres activitats de serveis».
Dels 6 establiments de servei als particulars que hi havia el 2009, 1 era un taller de reparació d'automòbils i de material agrícola, 2 paletes, 2 lampisteries i 1 empresa de construcció.
L'any 2000 a Pernois hi havia 7 explotacions agrícoles que ocupaven un total de 354 hectàrees.

## Equipaments sanitaris i escolars
El 2009 hi havia una escola elemental.

## Poblacions més properes
El següent diagrama mostra les poblacions més properes.